# ابن درستويه
أبو محمد عبد الله بن جعفر بن دَرَسْتَوَيْه بن المرزبان وشهرته عبدالله بن جعفر النحوي الفارسي (258-347 هـ) كان عالما نحويا روايا للأحاديث؛ يتبع المدرسة البصرية في النحو واللغة وكان يدافع عنها.(1) قدم البصرة صغيرا وكان أبوه من كبار المحدثين وأعيانهم.(2)
أخذ فن الأدب عن أبو محمد بن قتيبة وعن المبرد وغيرهما ببغداد وسمع ببغداد من عباس بن محمد الدوري وعبد الرحمن بن محمد كربزان،(2) وأخذ عنه جماعة كالدارقطني وأبي علي القالي وغيره.
يخبر ابن خلكان عن تصانيفه فيقول: «وتصانيفه في غاية الجودة والإتقان، منها: "تفسير كتاب الجرمي" و"الإرشاد" في النحو، وكتاب "الهجاء" و"شرح الفصيح" و"الرد على المفضل الضبي في الرد على الخليل" وكتاب الهداية وكتاب المقصور والممدود وكتاب "غريب الحديث" وكتاب "معاني الشعر" وكتاب "الحي والميت" وكتاب "التوسط بين الأخفش وثعلب" في تفسير القرآن وكتاب "خبر قس بن ساعدة" و"كتاب الأعداد" و"كتاب أخبار النحويين" و"كتاب الرد على الفراء" في المعاني، وله عدة كتب شرع فيها ولم يكملها».(2)